# Solero, Piemonte
Solero är en ort och kommun i provinsen Alessandria i regionen Piemonte i Italien. Kommunen hade 1 695 invånare (2018).